# Califobathynella noodti
Califobathynella noodti är en kräftdjursart som beskrevs av Jang-Cheon Cho 1997. Califobathynella noodti ingår i släktet Califobathynella och familjen Parabathynellidae. Inga underarter finns listade i Catalogue of Life.